# لين مايرز
لين مايرز هو سياسي كندي، ولد في 25 مايو 1951. حزبياً، نشط في الحزب الليبرالي الكندي. وقد انتخب عضو مجلس العموم الكندي.